# Донка Каранджулова
Дона (Донка) Тонева Крайчева, по съпруг Каранджулова, е българска общественичка, деятелка на Македонския женски съюз.

## Биография
Родена е в 1869 година в семейството на дееца на Вътрешната революционна организация Тоне Крайчов. Донка Каранджулова е съпруга на Иван Каранджулов.
Тя е председателка на настоятелството на Македонското женско благотворително дружество в София от 1912 до 1931 година. Заедно с Олга Радева, Сава Бабаджанова, Вълка Н. Стоянова, Виктория Възвъзова, Фроса Мушмова, Люба Руменова, Вангелия Александрова, Анастасия Тодева и други е сред председателките и членки на настоятелството на сиропиталище „Битоля“. Тя е и сред по-изявените деятелки на Македонския женски съюз. Донка Каранджулова е дългогодишна секретарка на Женското благотворително дружество „Майка“ в София с председателка Екатерина Каравелова.
Заедно със сина си Антон Каранджулов в 1930 година правят дарение от 100 хил. лв. на Министерството на правосъдието за основаване на фонд „Иван К. Каранджулов“. Волята им е от лихвите на фонда да се награждава ежегодно най-доброто съчинение по българско и международно право. След като министерството не успява да изпълни това, в 1937 година по тяхно настояване фондът е прехвърлен към БАН, а средствата са вложени в Македонската народна банка; волята на дарителите бива съблюдавана до 1946 година.
Дона Каранджулова е удостоена с почетния знак на София, като е сред малкото му носителки.